# Kebule (rybolov)
Kebule je rybářský termín pro návnadu, která se užívala k pytláckému lovu ryb. Kebule označuje sušené plody indické a jihoasijské popínavé rostliny chebule korkové  (Anamirta cocculus), které obsahují různé alkaloidy. Drcené plody se přimíchaly do těsta a naházely do vody. Ryby se přiotrávily a daly se pak chytat buďto do ruky nebo čeřenem a podběrákem. Tento způsob lovu poprvé v českém prostředí zmiňuje Petr Hubáček Kolínský na konci 16. stol. ale místy se udržel až do poloviny 20. stol., kdy přestala být kebule volně dostupná v lékárnách.